# Steffen Andreas Kirchhof
Steffen Andreas Kirchhof (* 5. April 1961 in Stuttgart; † 8. März 2022 in Flensburg) war ein deutscher Erziehungswissenschaftler und von 2004 bis 2022 Geschäftsführender Leiter des Zentrums für wissenschaftliche Weiterbildung (ZWW) an der Universität Flensburg. Zudem hat er auch eine Lehrtätigkeit für Katholische Theologie wahrgenommen und war als Dozent und Berater/Coach vielerorts tätig.

## Ausbildung, Beruf und Studium
Steffen Kirchhofs wissenschaftlicher Fokus lag auf dem Thema Weiterbildung und diese kennzeichnete auch seine eigene berufliche Biografie von Anbeginn an.
Er absolvierte von 1980 bis 1983 eine Berufsausbildung zum Krankenpfleger an den Medizinischen Einrichtungen der Heinrich-Heine Universität Düsseldorf. Im Anschluss leistete er von 1983 bis 1985 seinen Zivildienst als leitender Krankenpfleger auf der Station für palliative Therapie (zugleich ein Forschungsprojekt der Deutschen Krebshilfe) an den Medizinischen Einrichtungen der Universität zu Köln ab. Von 1985 bis 1987 schloss er eine Weiterbildung als Fachkrankenpfleger für Intensivmedizin und Innere Medizin an den Medizinischen Einrichtungen der Heinrich-Heine Universität Düsseldorf an.
Schon in den Jahren 1988 und 1989 war Steffen Kirchhof als Unterrichtspfleger an der Krankenpflegeschule der Medizinischen Einrichtungen der Heinrich-Heine Universität Düsseldorf tätig. Im direkten Anschluss erfolgte in den Jahren 1989 bis 1991 ein Weiterbildungsstudium für die Leitung und Lehre in Einrichtungen des Gesundheitswesens an der Krankenpflegehochschule des Deutschen Roten Kreuzes.
Von 1991 bis 1996 arbeitete Steffen Kirchof als Weiterbildungsreferent der Pflegedienstleitung und Leiter der pflegerischen Fachweiterbildung für Intensivpflege und Operationsdienst am Städtischen Klinikum Gütersloh. Parallel dazu nahm er von 1992 bis 1994 an einer berufsbegleitenden Weiterbildung in Supervision und systemischer Beratung für Einrichtungen des Gesundheitswesens an der Krankenpflegehochschule des DRK teil.
Sein Hochschulstudium absolvierte Steffen Kirchhof von 1994 bis 2000 in den Fächern Erziehungswissenschaft, Psychologie und katholische Theologie an der Universität Bielefeld und schloss dieses mit einem Diplom in Pädagogik an. Seine Studienschwerpunkte waren Diagnose und Beratung, Berufliche Bildung und Erwachsenen-/Weiterbildung.
Am Zentrum für wissenschaftliche Weiterbildung der Universität Bielefeld war Steffen Kirchhof von 2000 bis 2001 wissenschaftlicher Mitarbeiter und Projektkoordinator für das Weiterbildungsstudium „Personalentwicklungsmanagement“. Daran schloss sich von 2001 bis 2004 eine Tätigkeit als wissenschaftlicher Mitarbeiter am Lehrstuhl für Weiterbildung und Bildungsmanagement bei Prof. Dr. Wolfgang Wittwer an der Universität Bielefeld an. Seine Promotion zum Dr. phil. erfolgte am 19. April 2007 an der Fakultät für Pädagogik der Universität Bielefeld.
Von 2008 bis 2010 studierte Kirchof „Systemische Organisationsentwicklung und Beratung“ an der Universität Augsburg und schloss dieses Weiterbildungsstudium mit dem MBA ab.

## Wissenschaftliche Stationen
- 2001–2004 Doktorand im Graduiertennetzwerk „Lernkultur Kompetenzentwicklung“ der Arbeitsgemeinschaft Betriebliche Weiterbildungsforschung (ABWF) Berlin e.V.
- seit 11/2004 bis zu seinem Tod Geschäftsführender Leiter am Zentrum für Wissenschaftliche Weiterbildung an der Universität Flensburg
- Sommersemester 2012, Wintersemester 2012/13, Wintersemester 2014/15 und Sommersemester 2015 Vertretungsprofessur (W3) für Erziehungswissenschaft mit dem Schwerpunkt Berufliche Bildung/Berufspädagogik an der Universität Paderborn

## Leben
Steffen Kirchhofs Leben war nicht nur von der Wissenschaft geprägt. Ebenso rang er lange mit dem Gedanken, ein geistliches Leben in Gemeinschaft zu führen. Mit seiner ausgeprägten religiösen Orientierung war seine Lebensform nicht allein die eines Wissenschaftlers, sondern auch katholisch.

## Herausgeberbände
- mit Thomas Enke (Hrsg.): Theorie und Praxis polizeilichen Handelns. Wie viel Wissenschaft braucht die Polizei? Verlag für Polizeiwissenschaft, Frankfurt am Main 2012, ISBN 978-3-86676-237-4.
- mit Wolfgang Schulz (Hrsg.): Biografisch lernen & lehren: Reflexionen - Denkanstöße - Praxismodelle (= Schriftenreihe wissenschaftliche Weiterbildung an der Universität Flensburg. Band 1). University Press, Flensburg 2008, ISBN 978-3-939858-07-2.
- mit Wolfgang Wittwer (Hrsg.): Informelles Lernen: Neue Wege zur Kompetenzentwicklung (= Grundlagen der Weiterbildung). Luchterhand Verlag, München 2003, ISBN 978-3-472-05257-9.

## Artikel (Auswahl)
- mit Waltraud Nolden: Neue Wege gehen! Die Entstehung einer Hochschuldidaktikwerkstatt an der FH Polizei Sachsen-Anhalt. In: Festschrift zum 20-jährigen Bestehen der Fachhochschule Polizei Sachsen-Anhalt. Verlag für Polizeiwissenschaft, Frankfurt am Main 2017, ISBN 978-3-86676-501-6, S. 505–538.
- Paradigmenwechsel in der Hochschullehre - Erfahrungen Deutsch-Chinesischer Zusammenarbeit im Diskurs von Methodik und Didaktik. In: CDAH-Tagung. Tagungsband 4. Fachhochschule Lübeck, 2016, S. 69–71.
- Wissen ist nicht Können: Erfahrungsorientierung als Brücke zur Generierung professioneller Handlungskompetenz. Didaktische Impulse zur Weiterentwicklung einer kompetenzorientierten Hochschullehre an Fachhochschulen der Polizei. In: Polizeibildung. 2013.
- Forschungen im Polizeiberuf. In: Jörg-Peter Pahl, Volkmar Herkner (Hrsg.): Handbuch der Berufsforschung. Bertelsmann, Bielefeld 2013, ISBN 978-3-7639-5094-2, S. 762–774.
- Von der Not der Pflegenden zur Not der zu Pflegenden – Erscheinungsformen und Ursachen des Gewaltphänomens in der professionellen Pflege. In: Psychoanalyse. Texte zur Sozialforschung. 16. Jahrgang, Heft 2 (29), 2012, ISSN 1615-8393, S. 203–216.
- Biografische Selbstreflexion im Unterricht. In: Ingrid Darmann-Finck, Miriam Tariba Richter (Hrsg.): Pflegewissenschaftliches Handbuch. Biografieorientierung in der Pflegebildung. Frankfurt am Main 2011, S. 115–130.
- mit Thomas Enke: Theorie und Praxis: Wie viel Wissenschaft braucht die Polizei? Ein Workshop zur Theorie und Praxis polizeilichen Handelns. In: Polizeikurier Sachsen-Anhalt. Ministerium des Innern des Landes SA, 2011, S. 24–26.[1]
- mit Thomas Enke: Das Ascherslebener Modell der Lehrendenweiterbildung. Konzeptionelle Ausgangsbasis für die Verzahnung von Forschung, hochschuldidaktischer Schulung und Begleitung der Lehrpraxis im kompetenzorientierten Polizeistudium. In: Ralph Berthel, Eberhard Kühne (Hrsg.): Polizeiwissenschaftliches Studium im 21. Jahrhundert (= Rothenburger Beiträge. Band 50). Hochschule der Sächsischen Polizei, Rothenburg/Oberlausitz 2009, ISBN 978-3-938015-29-2, S. 103–142.
- Was berechtigt pädagogische Biografiearbeit im Feld der Weiterbildung? Eine kritische Reflexion zur bildungstheoretischen Legitimation der Förderung biografischer Kompetenz in der Postmoderne. In: Ricarda T. D. Reimer, Markus Walber (Hrsg.): Im Auge des Subjekts. wvb, Berlin 2008, ISBN 978-3-86573-364-1, S. 111–117.
- Pädagogische Biografiearbeit zur Förderung von Veränderungskompetenz. In: Steffen Kirchhof, Wolfgang Schulz (Hrsg.): Biografisch lernen und lehren. Möglichkeiten und Grenzen zur Entwicklung biografischer Kompetenz (= Schriftenreihe wissenschaftliche Weiterbildung an der Universität Flensburg. Band 1). University Press, Flensburg 2008, ISBN 978-3-939858-07-2.[2]
- Pädagogische Biografiearbeit als Bildungshilfe oder therapeutische Arbeit? Gemeinsamkeiten und Unterschiede pädagogischen und therapeutischen Handelns. In: Biografisch lernen und lehren. Möglichkeiten und Grenzen zur Entwicklung biografischer Kompetenz. Münster 2008, S. 207–213.
- Vom Ideal der Bildung zur Gefahr der Unbildung? Studio a la bolognese. In: Erziehung und Wissenschaft - Zeitschrift der Bildungsgewerkschaft GEW. Nr. 11, 2007.
- Professionalisierung in der Pflege - ein Irrweg? In: PflegeBulletin. Nr. 3, 2006.
- mit A. Jäger, L. Schmitt: Ist Freundlichkeit lehrbar? Zur Notwendigkeit und Förderung psychosozialer Kompetenz in Dienstleistungsberufen. In: Jenaer Arbeiten zur Wirtschaftspädagogik an der Friedrich Schiller Universität Jena. Kleine Schriften - Heft. 2002.
- mit T. Kreher, J. Kreimeyer, L. Schmitt, A. Wihstutz: Informelles Lernen im sozialen Umfeld: Eine Graustufenanalyse zu den Chancen und Risiken informellen Lernens für das lernende Subjekt. In: Zeitschrift für Berufs- und Wirtschaftspädagogik. Heft 4, S. 536–555.
- Die Belastungen des Pflegepersonals in Zusammenarbeit mit anderen Berufsgruppen. In: H. Jeschke, W. Dern (Hrsg.): Der Krankenpflegeberuf. Stuttgart / New York 1992, S. 106–114.